# Себастиан фон Хатцфелд
Себастиан фон Хатцфелд (на немски: Sebastian von Hatzfeldt, Herr zu Wildenburg; * 13 декември 1562 или 1566; † 10 декември 1631 или 1630, замък Кротторф) от род фон Хатцфелд в Хесен, е граф на Хатцфелд, господар на Вилденбург, Кортторф, Мертен и Шьонщайн, съветник в Курфюрство Майнц, оберамтман (1605 – 1616), байлиф, съдия в Айхсфелд в Хайлигенщат.

## Произход, управление и наследство
Той е син на Вилхелм II фон Хатцфелд († 17 юли 1570), господар на Вилденбург и Кортторф, и съпругата му Катарина фон Зелбах (* 1545/1546; † 1582), наричана Лое, наследничка на Кротторф, дъщеря на Йохан фон Зелбах († 1563), господар на Кроторф и Цепенфелд, и Анна Смулинцк. Майка му се омъжва втори път на 7 юни 1571 г. за Фридрих фон Райфенберг (* 1515; † 12 май 1595). Има една сестра, омъжена за Хаселхолдт, наричан Щокхайм.
През 1387 г. фамилията наследява замък Вилденбург. Баща му Вилхелм поема наследството в Кротторф след смъртта на тъста му през 1563 г. и основават линията „Хатцфелд-Вилденбург-Кротторф“.
Себастиан фон Хатцфелд построява ок. 1600 г. в църквата „Санкт Себастианус“ във Фризенхаген голям гробен монумент за дядо си Йохан фон Зелбах, който е починал през 1563 г., и за своите родители. Себастиан разширява двореца от 1605 до 1607 г. и от 1619 до 1622 г. с три крила. Преди това той строи кръгла стена към края на 16 век. Стената обаче не може да попречи на шведските войници през Тридесетгодишната война да превземат двореца през 1631 г.
Себастиан фон Хатцфелд умира на 68 години на 10 декември 1631 г. в замък Кротторф, Фризенхаген, Алтенкирхен, Рейнланд-Пфалц.
През 1631 г. умира последният граф фон Глайхен и синовете му Мелхиор и Херман получават от Курфюрство Майнц през 1639 г. двореца и имението Глайхен. Дворецът Халтенбергщетен е собственост на фамилията от 1641 до 1794 г.
През 1635 г. линията Кротторф на фамилията фон Хатцфелд е издигната на имперски граф, 1748 г. дори на имперски княз. През 1803 г. наследниците му стават чрез наследство князе „фон Хатцфелдт цу Трахенберг“. След 1830 г. наследниците му стават князе и се наричат Князе фон Хатцфелд-Вилденбург. Фамилията Хатцфелд съществува и днес.

## Фамилия
Първи брак: на 28 май или юни 1590 г. с Луция цу Зикинген (* 6 март 1569; † 12 юли 1603), правнучка на Франц фон Зикинген (1481 – 1523), дъщеря на съветника Франц фон Зикинген (1539 – 1597) и Анна Мария фон Фенинген († 1582). Те имат децата:
- Хайнрих Фридрих фон Хатцфелд (* 1591/1592; † 13 февруари 1647, Кротторф), фрайхер, приор в „Св. Стефан“ в Майнц
- Мелхиор фон Хатцфелд (* 10/20 октомври 1593, дворец Кротторф, окръг Алтенкирхен; † 9 януари 1658, Повитцко при Трахенберг), фрайхер/граф имперски фелдмаршал, неженен
- Франц фон Хатцфелд (* 13 септември 1596; † 30 юли 1642), княжески епископ на Вюрцбург (1631 – 1642) и Бамберг (1633 – 1642)
- Херман фон Хатцфелд-Глайхен (* 12 юли 1603; † 23 октомври 1673), граф на 27 май 1635 г. във Виена, женен на 18 август 1634 г. за Мария Катарина Кемерер фон Вормс фон Далберг († сл. 4 септември 1676)
- Бертрам фон Хатцфелд, погребан в Месина
- Мария Магдалена фон Хатцфелд, омъжена за Адолф Квадт († 1633)

Втори брак: на 8 декември 1610 г. с братовчедката му Мария Маргарета фон Хатцфелд (* 1561; † между 29 ноември 1623/17 юли 1625), вдовица на Азмуз фон Отенщайн († 15 април 1602), внучка на Фридрих Готфрид фон Хатцфелд-Вилденбург († пр. 10 октомври 1531), дъщеря на Георг IV фон Хатцфелд († сл. 1589), фогт фон Кастер, и Урсула фон Нойхоф († сл. 1572), наричана Лай. Те имат една дъщеря:
- Луция фон Хатцфелд (* 6 юни 1605; † 24 май 1670), омъжена I. за Бертрам Адолф Квад фон Алсбах († 8 юли 1633, Хамелн), II. 1634 г. за фрайхер Бертрам фон Неселроде (* 1592; † 10 юни 1678/1679)

Трети брак: на 4 август 1629 г. с Маргарета фон Бокенфьорде-Шюнгел, дъщеря на Георг фон Бокенфьорде-Шюнгел († сл. 1588) и Маргарета фон Хатцфелд († сл. 1633). Те имат един син и две дъщери:
- Йохан
- Мария Маргарета фон Хатцфелд († ок. 1648), омъжена за Йохан Адам фон Тюнген (* 1604; † 13/29 март 1670, Форхайм, погребан 29 март 1670)
- София фон Хатцфелд, омъжена за Бертрам Адолф Квадт фон Викрат

Четвърти брак: сл. 1618/1621? г. с Анна фон Нойхоф-Лей. Бракът е бездетен.